# Grade II

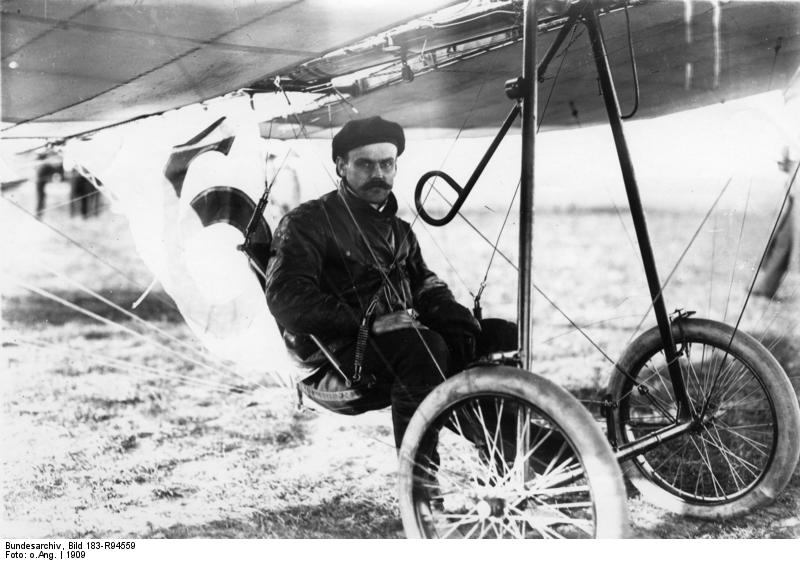
Hans Grade im Eindecker 1909

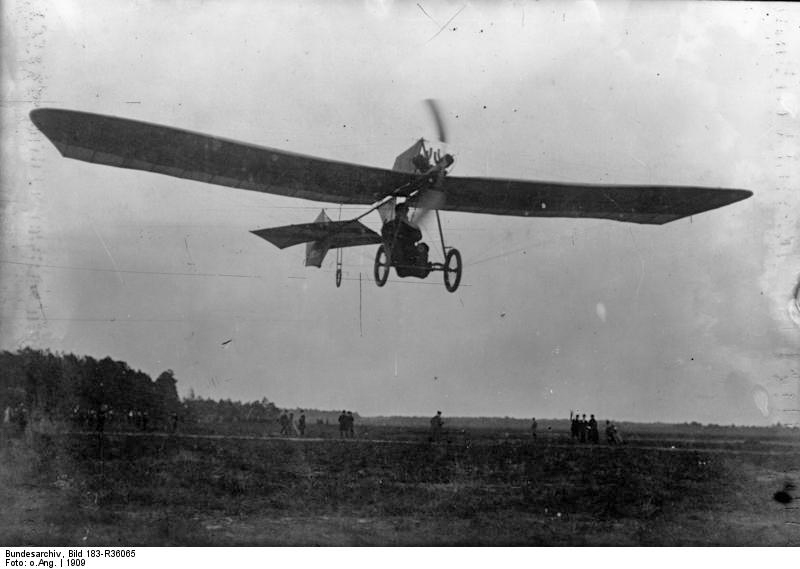
Grade II „Libelle“, 1909

Die Grade II Libelle war ein einmotoriges Schulflugzeug des deutschen Ingenieurs und Unternehmers Hans Grade. Die Maschine gilt als das erste wirklich flugfähige deutsche Motorflugzeug. Hans Grade gewann mit seiner Libelle am 30. Oktober 1909 den Lanz-Preis der Lüfte.

## Geschichte
Nach ersten kurzen Luftsprüngen in einem selbstkonstruierten Dreidecker im Jahr 1908 entwickelte Hans Grade die Libelle, einen leichten Eindecker, für den er selbst einen nur 40 kg schweren Vierzylinder-Zweitakt-Motor mit rund 16 PS Leistung entwarf und baute. Die Konstruktion basierte auf der Santos-Dumont Demoiselle (frz. Demoiselle = dt. Libelle). Den Erstflug unternahm Grade am 17. August 1909 in Bork. Am 30. Oktober 1909 erfüllte er mit diesem Flugzeug bei der ersten Internationalen Flugwoche auf dem Flugplatz Johannisthal als erster die Bedingungen des Lanz-Preis der Lüfte. Das brachte ihm das Preisgeld von 40.000 Mark ein.
Die Originalmaschine wurde 1917 dem Deutschen Museum übergeben. Ein Nachbau befindet sich im Technikmuseum Magdeburg. Ein weiterer Nachbau befindet sich im Verkehrsmuseum Dresden. Dieses Exemplar besteht zum größten Teil aus Originalsubstanz.

## Konstruktion
Die Tragfläche und das Leitwerk war eine segeltuchbespannte Holzrippen-Konstruktion. Der Rumpf bestand aus Stahl- und Bambusrohr. Die gesamte Konstruktion war zur Stabilisierung mit außenliegenden Seilen verspannt. Die Kontrolle der Querneigung erfolgte über Verwindung der Tragfläche. Der Pilot saß außerhalb des Rumpfes zwischen Tragfläche und Hauptfahrwerk.

## Nutzung
Durch den Erfolg der Libelle in Johannisthal fand die Maschine zunächst bei Schauflügen in verschiedenen deutschen Städten Verwendung. Von 1910 bis 1914 fertigte Grade sie in einer eigens gegründeten Flugzeugfabrik in Bork in Serie und setzte sie in seiner Flugschule ein, wo sie sich sehr bewährte. Viele der ersten deutschen Piloten lernten das Fliegen auf der Libelle. Die Maschine konnte für 12.000 Mark inklusive Flugausbildung erworben werden. Damit war sie das kostengünstigste Flugzeug ihrer Zeit.

## Technische Daten
| Kenngrößen           | Daten                                                                                 |
| -------------------- | ------------------------------------------------------------------------------------- |
| Besatzung            | 1                                                                                     |
| Passagiere           | –                                                                                     |
| Länge                | 7,3 m                                                                                 |
| Spannweite           | 10,2 m                                                                                |
| Flügelfläche         | 25 m²                                                                                 |
| Flügelstreckung      | 4,2                                                                                   |
| Leermasse            | 125 kg                                                                                |
| Startmasse           | 200 kg                                                                                |
| Reisegeschwindigkeit | 60 km/h                                                                               |
| Triebwerk            | luftgekühlter 4-Zylinder-Zweitakt-Motor von Hans Grade mit 12 kW (16 PS), Masse 40 kg |

## Trivia
1998 wurde in der Yachtwerft Berlin-Köpenick von Heinz Linner eine Grade „Libelle“ nach Plänen von Linner, abgenommen vom Original im Deutschen Museum, in ABM nachgebaut. Die Maschine ist flugfähig. In Ermangelung eines Originalmotors wurde eine Attrappe des Grade-Motors eingebaut. Das Flugzeug befindet sich zurzeit (2008) am Flugplatz Fürstenwalde.